# Robert Sterling Clark

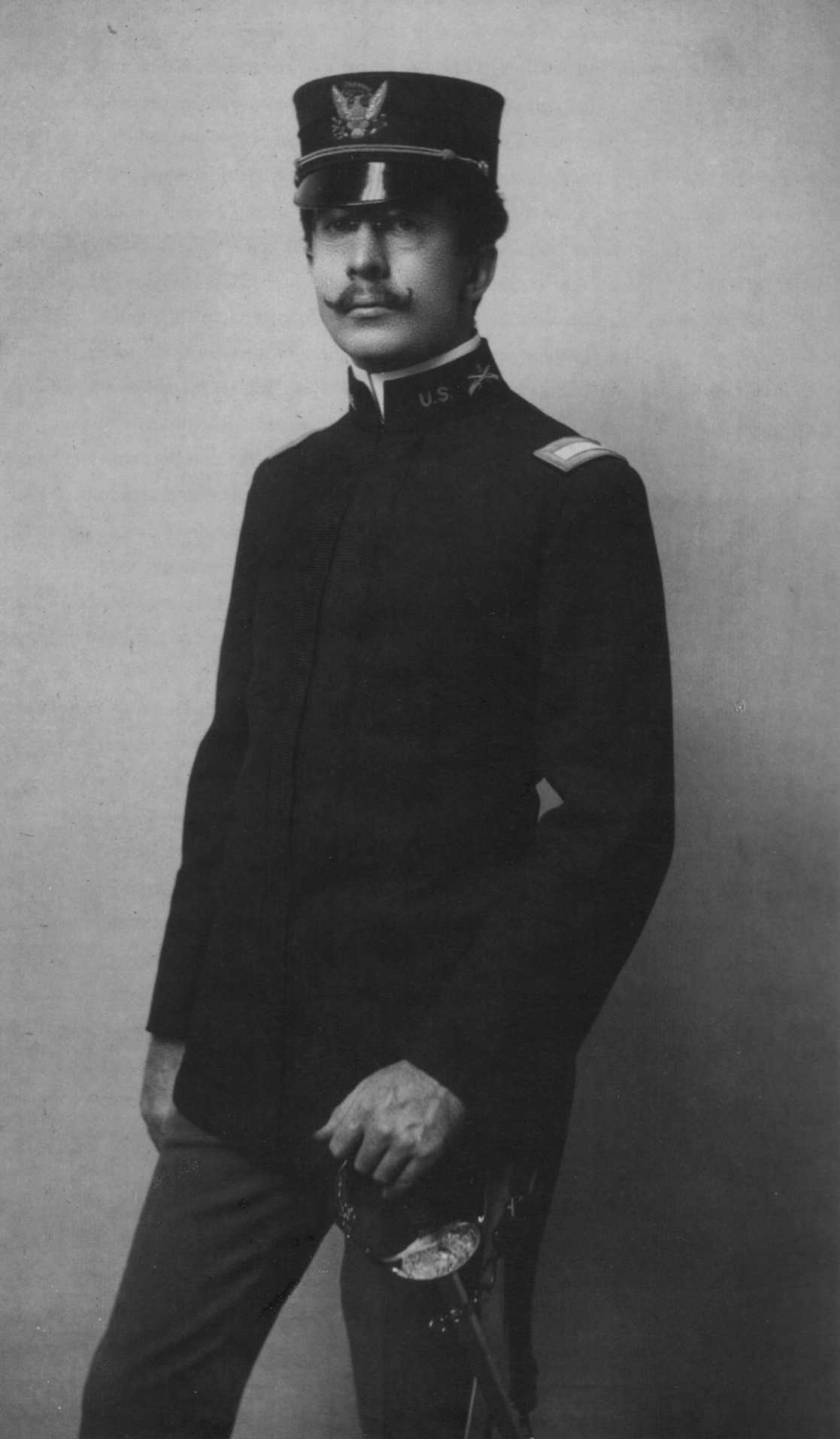
Robert Sterling Clark um 1900

Robert Sterling Clark (auch Sterling Clark) (* 25. Juni 1877 in New York City; † 29. Dezember 1956 in Williamstown) war ein amerikanischer Unternehmer, Kunstsammler, Mäzen. Nach Teilnahme an einer Chinaexpedition erschien von ihm ein Reisetagebuch mit wissenschaftlichen Veröffentlichungen. Zusammen mit seiner Frau gründete er das Sterling and Francine Clark Art Institute.

## Jugend
Sterling Clark kam als eines von vier Kindern des Unternehmers Alfred Corning Clark und seiner Frau Elizabeth Scriven Clark in New York zur Welt. Sein Großvater Edward Clark, ein Rechtsanwalt, begründete 1851 zusammen mit dem Erfinder Isaac Merritt Singer das Singer-Nähmaschinenunternehmen, dessen Präsident er ab 1875 war. Die I.M. Singer & Company entwickelte sich zum größten Nähmaschinenproduzenten der Welt, mit Produktionsstätten in zahlreichen Ländern. Bereits die Eltern von Sterling Clark hatten eine kleine Gemäldesammlung aufgebaut, so dass er in einer nicht nur wohlhabenden, sondern auch kunstinteressierten Umgebung aufwuchs. Nach Beendigung der Schule begann er ein Ingenieurstudium an der Sheffield Scientific School der Yale University, das er 1899 abschloss.

## China
Anschließend ging er zur United States Army, wo er zunächst im Philippinisch-Amerikanischen Krieg an der amerikanischen Besetzung der Philippinen und später in China an der Niederschlagung des Boxeraufstandes beteiligt war. Nach Beendigung der Kampfhandlungen kehrte er in die USA zurück und arbeitete weitere zwei Jahre für die Armee in Washington, D.C. 1903 ging er erneut nach China und begann in den Folgejahren mit den Vorbereitungen für eine von ihm finanzierte ausgedehnte Expedition in die chinesische Provinz Shaanxi. Zusammen mit dem Zoologen Arthur de Carle Sowerby (1885–1954) und 36 weiteren Personen unternahm er 1908/09 die nach ihm benannte Clark-Expedition, die im Norden dieser Provinz kartographische, ethnologische und zoologische Forschungen betrieb. Nach der Ermordung ihres Dolmetschers kam es jedoch zum abrupten Abbruch dieser Expedition. Das Reisetagebuch und die wissenschaftlichen Ergebnisse erschienen später in Buchform.

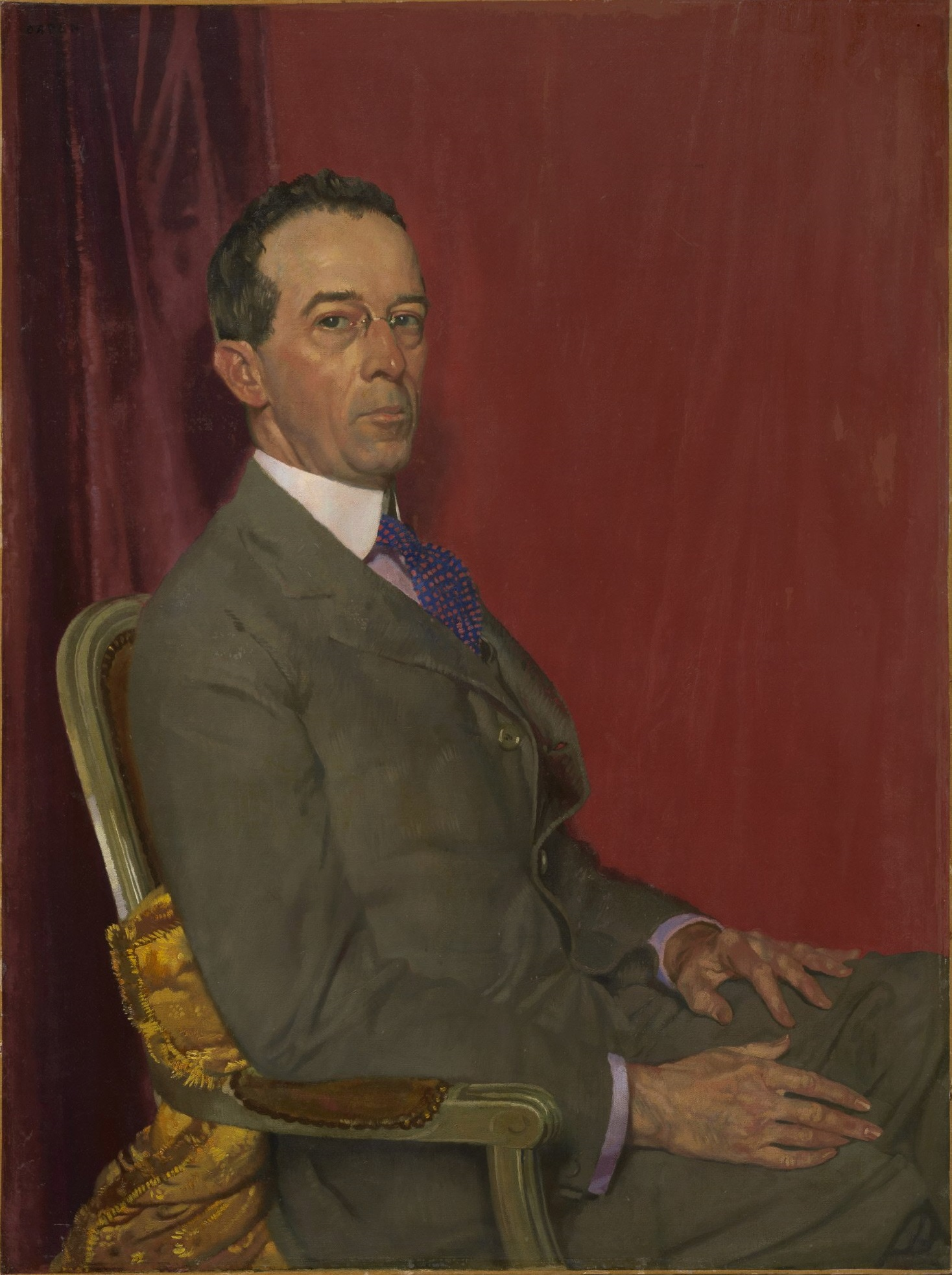
William Orpen:
Porträt Robert Sterling Clark
etwa 1921-22

## Kunstsammler
1911 ließ sich Sterling Clark in Paris nieder und begann mit dem Aufbau seiner Kunstsammlung. Zusammen mit seinem Bruder Stephen Carlton Clark, einen ebenfalls bedeutenden Sammler, reiste er 1912 nach Florenz und erwarb das Porträt einer Dame von Domenico Ghirlandaio. Es folgten in kurzer Zeit weitere Gemälde vorwiegend italienischer, flämischer und niederländischer Meister. 1919 heiratete er die Französin Francine Clary (1876–1960), eine Schauspielerin der Comédie-Française, die in der Folgezeit großen Einfluss auf den Kunstgeschmack ihres Mannes ausübte. Gemeinsam bauten sie in den folgenden 35 Jahren die bestehende Sammlung aus, verlagerten jedoch das Hauptgewicht auf französische Maler des 19. Jahrhunderts. Bei den Händlern Knoedler und Durand-Ruel erwarb das Ehepaar mehr als 35 Gemälde von Pierre-Auguste Renoir und zahlreiche Arbeiten der anderen Impressionisten. Neben Bildern der Schule von Barbizon und Werken amerikanischer Künstler entstand eine beträchtliche Sammlung von altenglischen Silberarbeiten. Auf Grund von Erbstreitigkeiten entzweite sich Sterling Clark 1923 mit seinem Bruder Stephen und beide sprachen ihr Leben lang kein Wort mehr miteinander, konkurrierten jedoch auf dem Kunstmarkt um die besten Bilder. Während sein Bruder eine prominente Rolle in der US-amerikanischen Ostküstengesellschaft spielte und seine Sammlungen später öffentlichen Sammlungen stiftete, lebten Sterling und Francine Clark weitestgehend zurückgezogen und liehen selten Kunstwerke zu Ausstellungen aus. Neben der Malerei stellten Pferde die zweite Leidenschaft der Clarks dar. So gewann ihr Pferd Never Say Die 1954 das Derby von Epsom und zahlreiche Gemälde mit Pferdemotiven in ihrer Sammlung zeugen noch heute von ihrer Begeisterung für Pferde.

## Museum
Die Sammlung der Clarks hatte schon bald ein Ausmaß erreicht, das es unmöglich machte, alle Kunstwerke in ihrem Stadthaus in Manhattan aufzubewahren. Eine immer größere Zahl von Kunstschätzen wurde eingelagert und die Clarks machten sich Gedanken über die Zukunft ihrer Sammlung. Anfangs bestanden Ideen, ein Museum in Copperstown, dem Wohnsitz seiner Eltern, zu gründen oder die Sammlung dem Metropolitan Museum of Art zu überlassen. In Copperstown hatte jedoch sein Bruder Stephen Clark bereits die Baseball Hall of Fame und das Fenimore Art Museum gegründet und zugleich war er im Kuratorium des Metropolitan Museum. 1946 entschieden sich Sterling und Francine Clark dann, ihr Stadthaus nach dem Vorbild der Frick Collection in ein Sammlermuseum umzuwandeln, bevor sie schließlich aus Angst vor einem Nuklearangriff auf New York City beschlossen, ihre Sammlung ins vermeintlich sicherere Williamstown in Massachusetts zu verlagern, wo bereits der Vater und der Großvater von Sterling Clark studiert hatten. Die Eröffnung des Sterling and Francine Clark Art Institute fand am 17. Mai 1955 statt, ein halbes Jahr bevor Sterling Clark starb. Neben dem Museum schuf er weiterhin die Robert Sterling Clark Foundation, die neben der Kunst auch soziale Projekte unterstützt.

## Bilder der Sammlung Sterling und Francine Clark

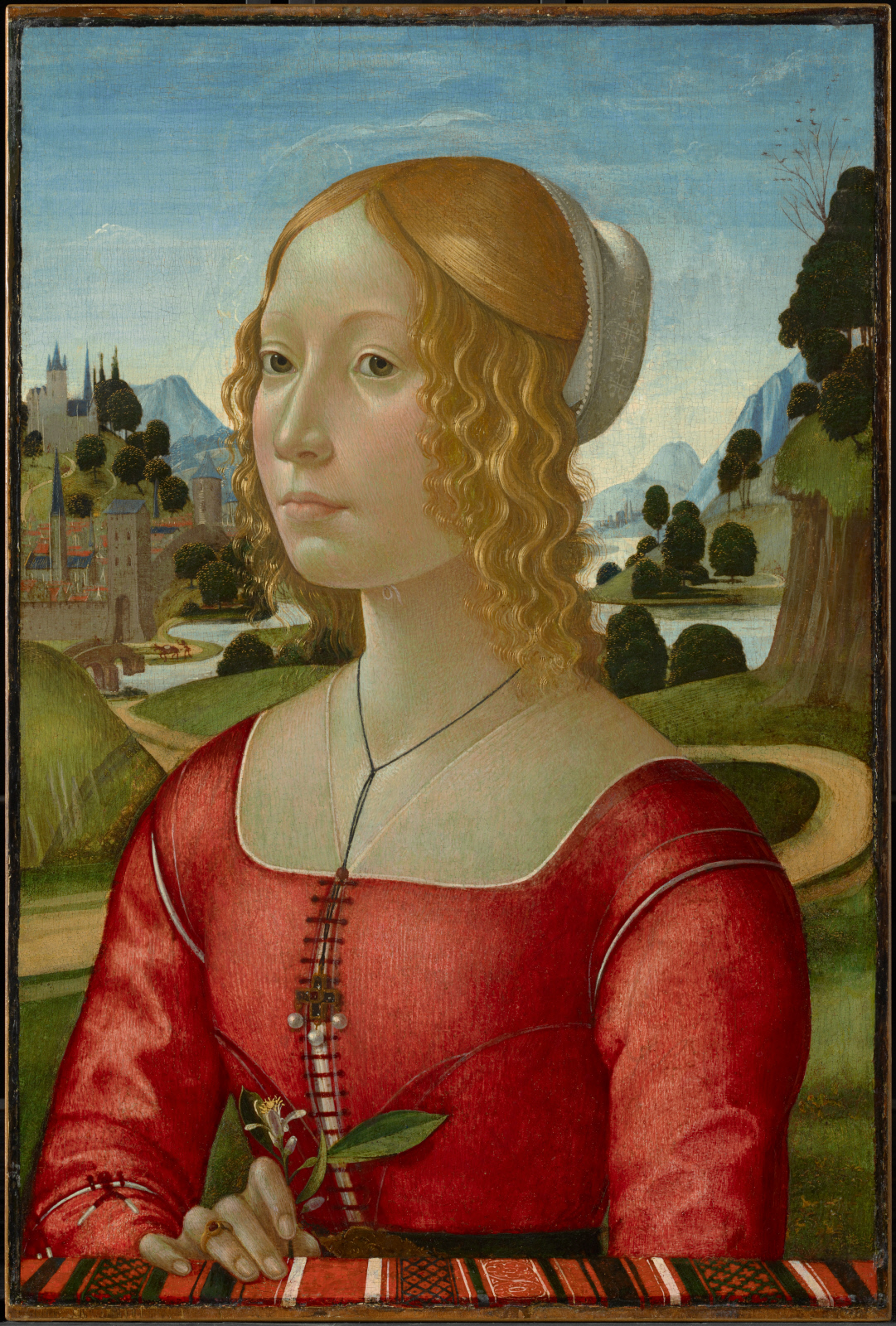
Domenico Ghirlandaio: Porträt einer Dame
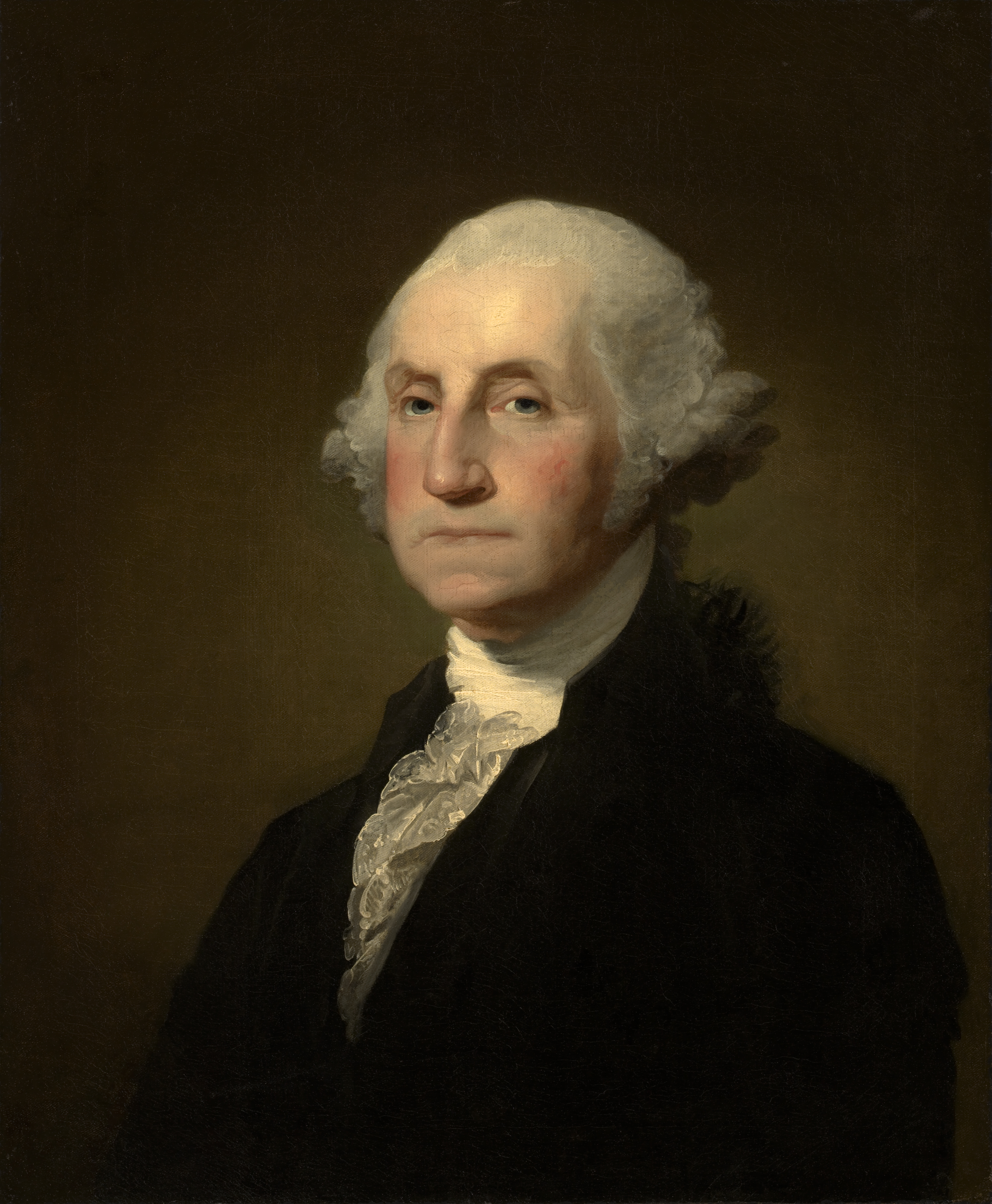
Gilbert Stuart: Porträt George Washington
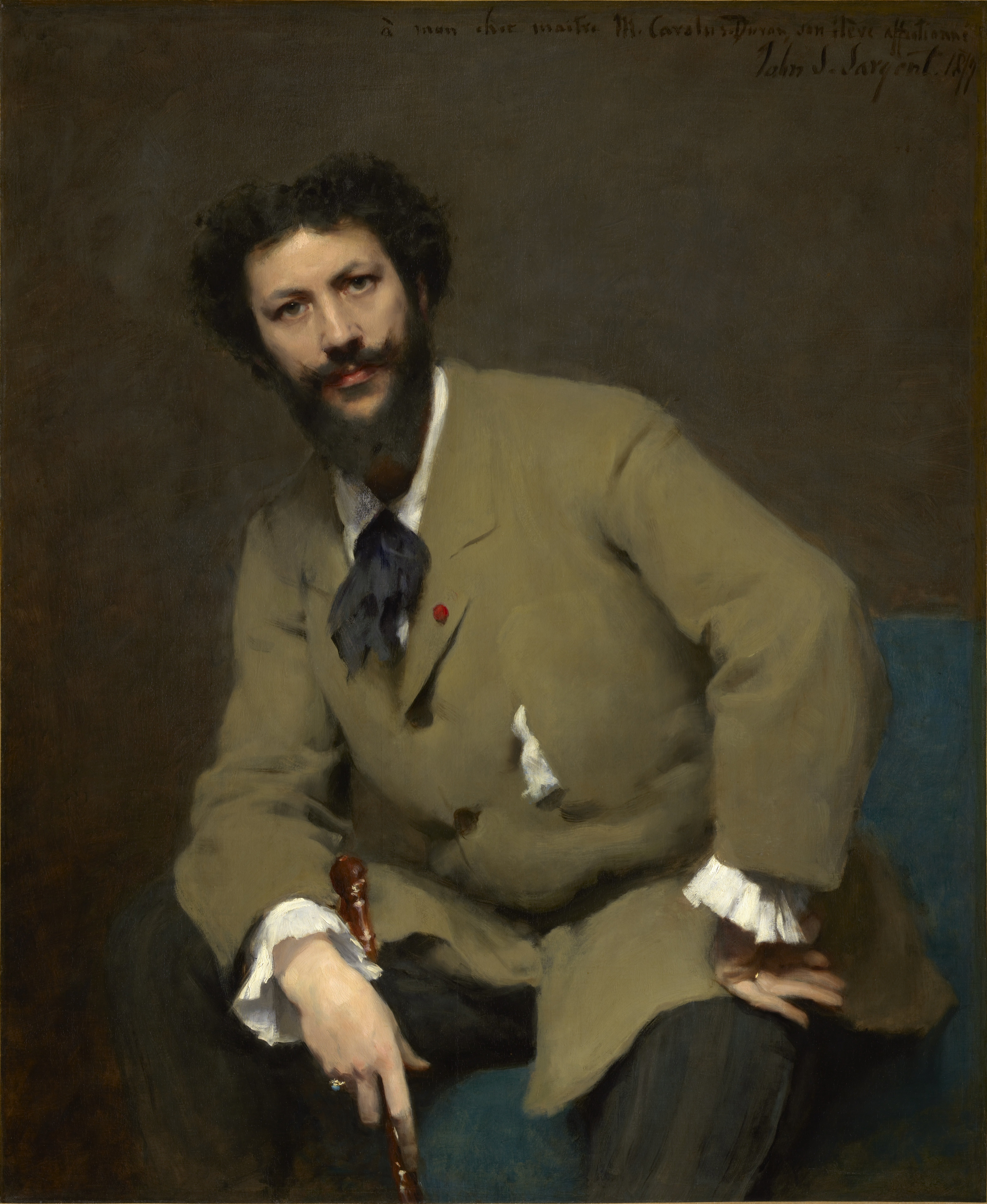
John Singer Sargent: Porträt Carolus-Duran
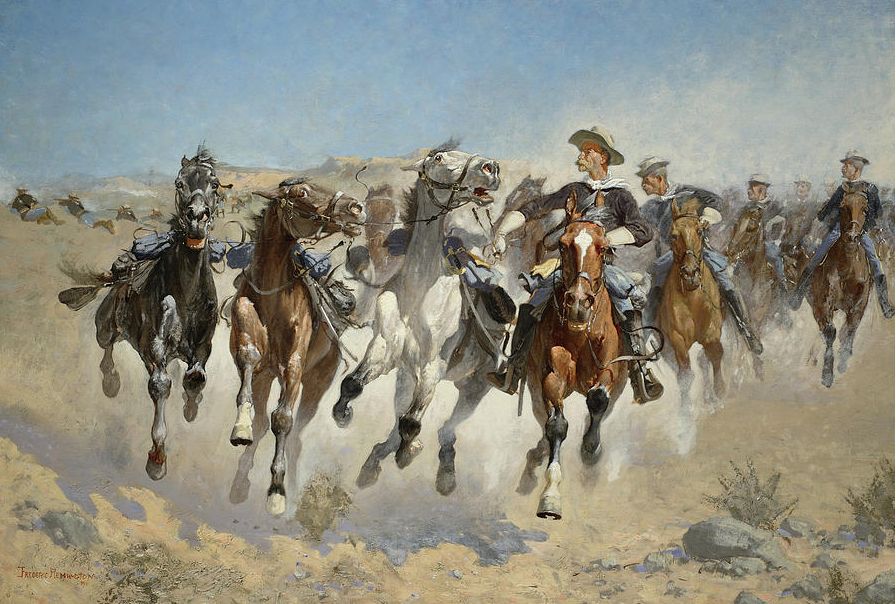
Frederic Remington: Dismounted Moving Led Horses
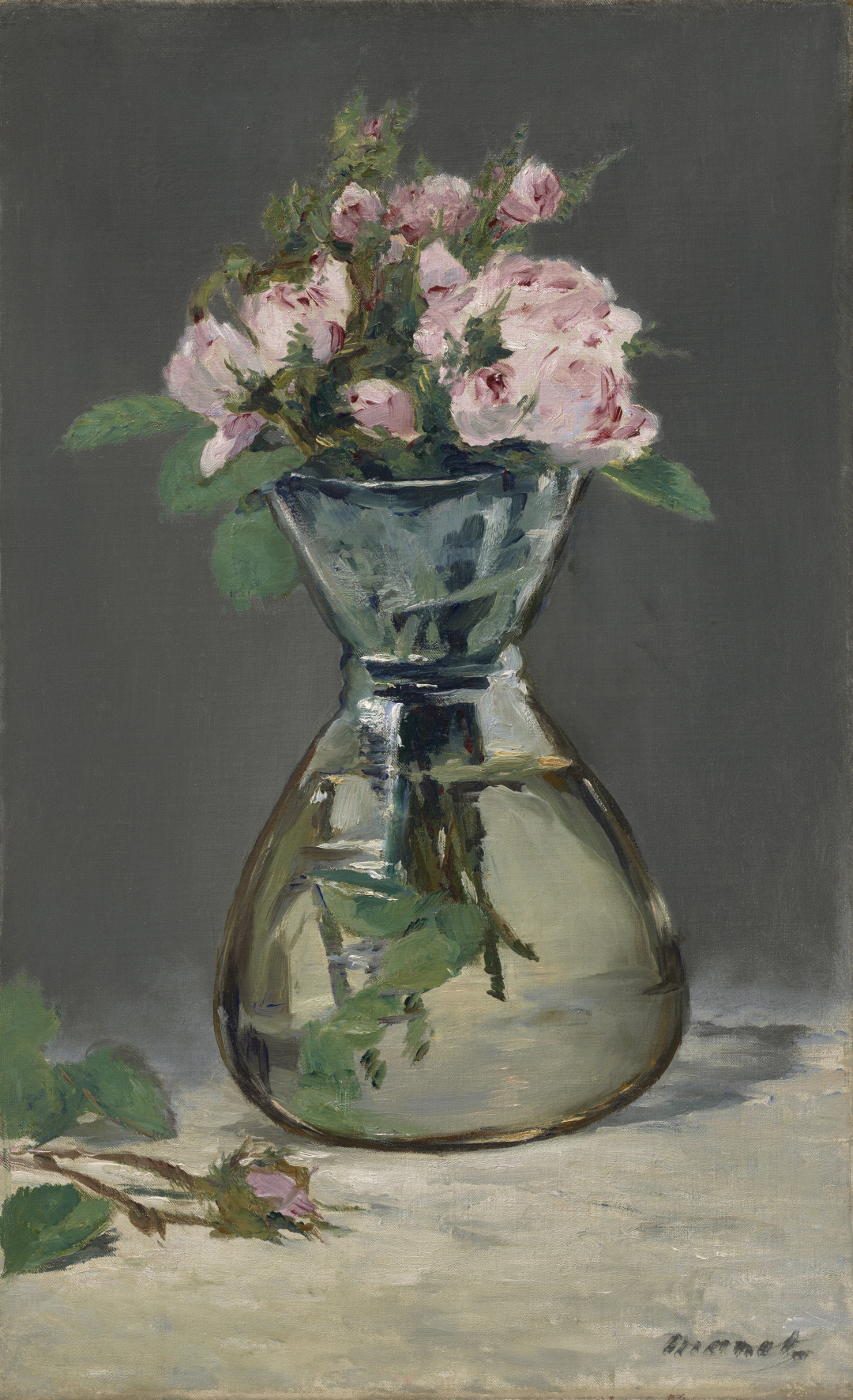
Edouard Manet: Moosröschen in einer Vase
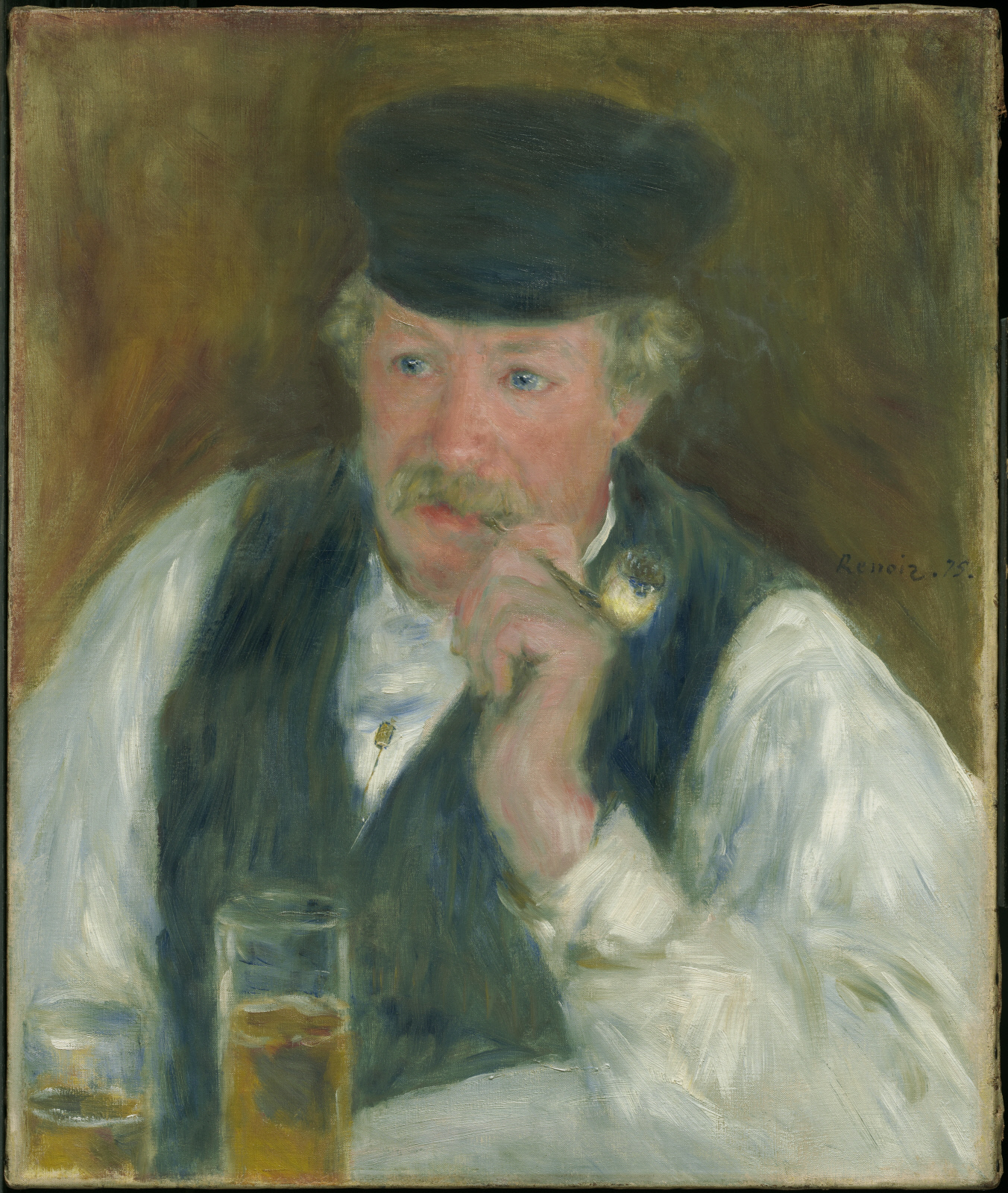
Pierre-Auguste Renoir: Monsieur Fournaise
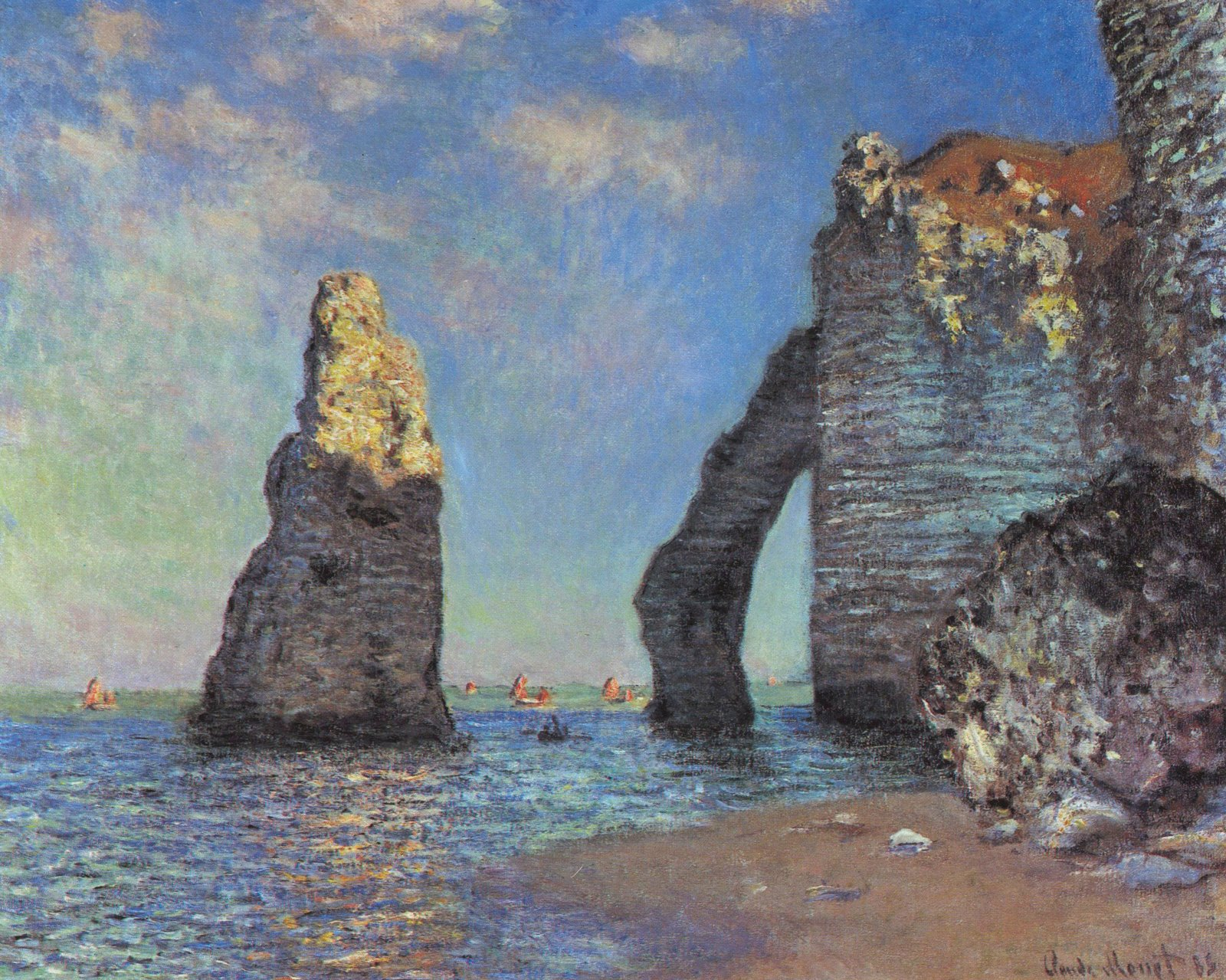
Claude Monet: Die Klippen von Etretat
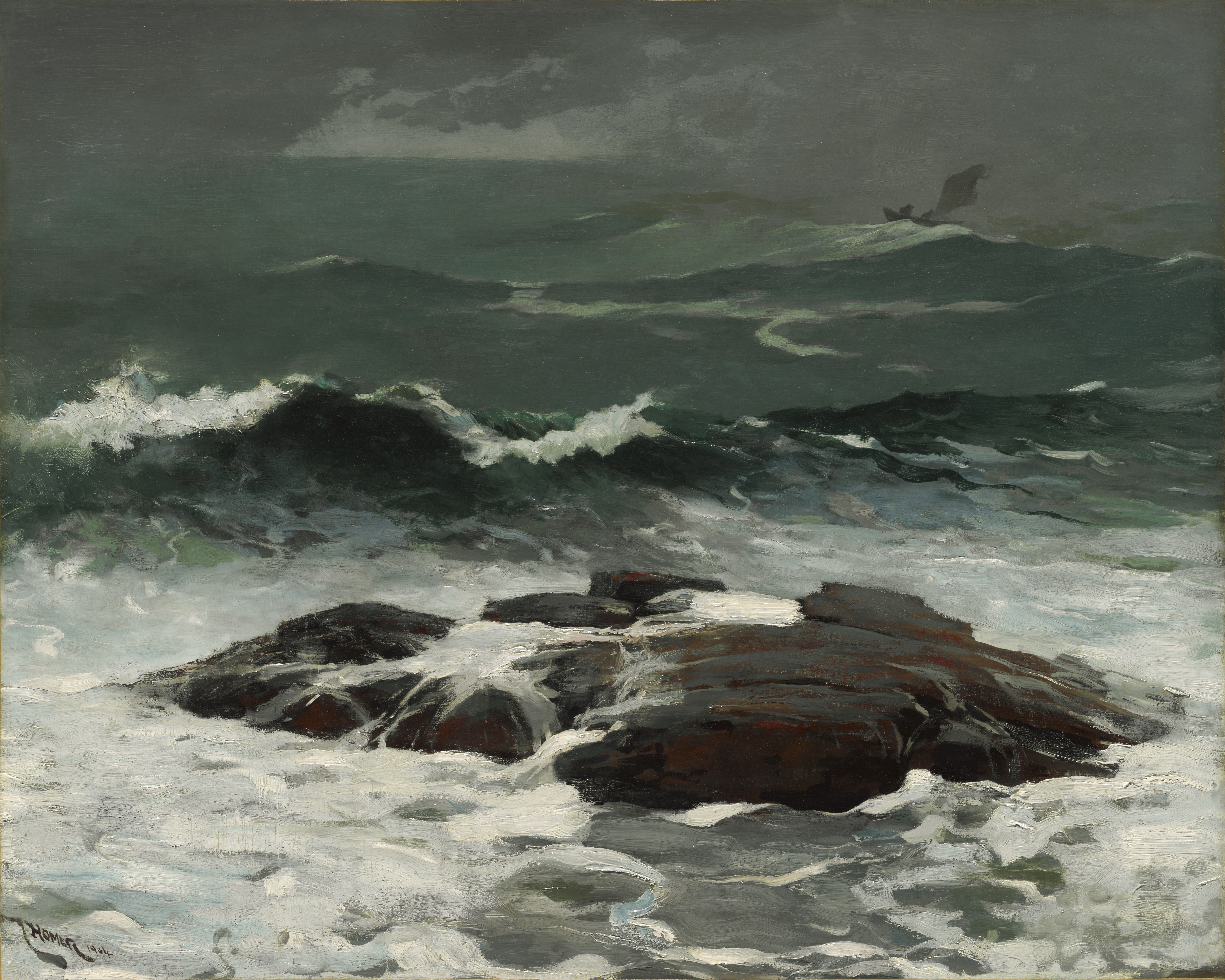
Winslow Homer: Summer Squall

## Veröffentlichungen
- Robert Sterling Clark, Arthur de Carle Sowerby: Shên-kan: The Account of the Clark Expedition in North China, 1908-1909. London und Leipzig 1912